# 伊藤聡
伊藤 聡（いとう さとし、1961年 - ）は、日本の思想史学者、茨城大学教授。

## 人物
岐阜県生まれ。1985年早稲田大学文学部卒業、1996年同大学院東洋哲学専攻博士課程満期退学。茨城大学助教授、2007年准教授、のち教授。2008年「天照大神信仰の中世的展開」で早大文学博士。2012年『中世天照大神信仰の研究』で角川源義賞受賞。

## 著書
- 『中世天照大神信仰の研究』（法藏館、2011年）
- 『神道とは何か 神と仏の日本史』（中央公論新社・中公新書、2012年、増補版2025年）
- 『神道の形成と中世神話』（吉川弘文館、2016年）
- 『神道の中世 伊勢神宮・吉田神道・中世日本紀』（中公選書、2020年）
- 『日本像の起源 つくられる〈日本的なるもの〉』（角川選書、2021年）

### 共編著
- 『ワードマップ神道 日本生まれの宗教システム』（井上順孝編、遠藤潤・森瑞枝共著、新曜社、1998年）
- 『日本史小百科　神道』（松尾恒一・遠藤潤・森瑞枝共著、東京堂出版、2002年）
- 『「偽書」の生成 中世的思考と表現』（錦仁・小川豊生共編、森話社、2003年）
- 『続神道大系　習合神道』神道大系編纂会（門屋温・末木文美士・原克昭・渡辺匡一共校注、2006年）
- 『中世神話と神祇・神道世界』（中世文学と隣接諸学編、竹林舎、2011年）
- 『アジア遊学　神道の近代』（斎藤英喜共編、勉誠出版、2023年）

## 参考
- 茨城大学: